# Kair
Kair es una ciudad censal situada en el distrito de Delhi sudoeste,  en el territorio de la capital nacional,  Delhi (India). Su población es de 4074 habitantes (2011). 

## Demografía
Según el censo de 2011 la población de Kair era de 4074 habitantes, de los cuales 2221 eran hombres y 1853 eran mujeres. Kair tiene una tasa media de alfabetización del 90,64%, superior a la media estatal del 88,18%: la alfabetización masculina es del 96,52%, y la alfabetización femenina del 78,38%.